# پل ماتئولی
پل ماتئولی (فرانسوی: Paul Matteoli‎؛ ۷ نوامبر ۱۹۲۹ – ۱۲ دسامبر ۱۹۸۸) ورزشکار دوچرخه‌سواری پیست اهل فرانسه بود.
وی در مسابقات کشوری و بین‌المللی در مجموع برندهٔ ۱ مدال برنز شده‌است.